# Geschwister Brontë

Von links nach rechts: Anne, Emily, (Branwell) und Charlotte; Porträt von Branwell Brontë (1834). Branwell malte sich zwischen seine Schwestern, entfernte sein Bild jedoch später.

Als Geschwister Brontë sind drei britische Schriftstellerinnen und ein Schriftsteller des 19. Jahrhunderts bekannt. Die drei Schwestern veröffentlichten ihre Werke zeitlebens unter männlichen Pseudonymen, während der Bruder unter seinem bürgerlichen Namen veröffentlichte.
- Charlotte Brontë (1816–1855) (Pseudonym: Currer Bell)
- Branwell Brontë (1817–1848)
- Emily Brontë (1818–1848) (Pseudonym: Ellis Bell)
- Anne Brontë (1820–1849) (Pseudonym: Acton Bell)

## Leben

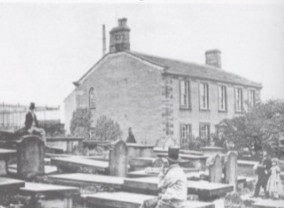
Das Pfarrhaus in Haworth im 19. Jahrhundert

Die vier Geschwister waren die Kinder des Pfarrers Patrick Brontë (1777–1861). Der Vater veröffentlichte als Amateurdichter gelegentlich Erzählungen, Gedichte und theologische Essays in vorwiegend kirchlichen Zeitschriften. Ihre Mutter Maria Branwell (1783–1821) starb früh, ebenso die älteren Schwestern Maria (1814–1825) und Elizabeth (1815–1825).
Maria Branwells Schwester Elizabeth (1776–1842), von den Kindern Tante Branwell genannt, siedelte von Cornwall nach Haworth um und führte den Haushalt der Familie. Einen Teil der Erziehung verdankten die Mädchen ihrer Tante, außerdem finanzierte sie längere Studienaufenthalte von Charlotte und Emily in Brüssel. Für ihren Neffen Branwell Brontë (1817–1848), der sich als Künstler und Schriftsteller verstand, schien sie eine Mutterfigur darzustellen, denn er betrauerte ihren Tod intensiv.
1834 malte Branwell ein Porträt der Geschwister. Da er mit seinem eigenen Porträt in der Mitte unzufrieden war, wischte er seine Darstellung nachträglich aus. Das Porträt ist heute in der National Portrait Gallery in London, Trafalgar Square, ausgestellt.
1848 starben Branwell und Emily, 1849 Anne und 1855 Charlotte. Als Todesursache wird in vielen (vorwiegend älteren) Biographien pauschal Tuberkulose vermutet; neuere biographische Forschungen, die sich auf die damals von Dr. McCracken, dem Hausarzt der Familie, ausgestellten Totenscheine berufen, nennen folgende mögliche Ursachen:
- Branwell starb an Bronchitis und Nierenversagen, letzteres bedingt durch seine Alkoholkrankheit; im Totenschein wird chronic-bronchitis marasmus genannt.
- Emily starb an einer unbehandelten voll ausgebildeten Pneumonie; Charlotte schrieb zuvor in einem Brief an Ellen Nussey, dass Emily an einer Lungenentzündung leide.
- Anne starb tatsächlich an Tuberkulose; dies war die Diagnose eines Doktors aus Leeds, den Patrick Brontë zu Rate zog.
- Charlotte starb an den Folgen von Hyperemesis gravidarum; im Totenschein ist Phthisis nervosa angegeben, eine veraltete Bezeichnung für die Unfähigkeit, Nahrung aufzunehmen oder bei sich zu behalten.

Das Wohnhaus der Familie Brontë ist heute als Museum für die Öffentlichkeit zugänglich.

## Werk
Zusammen erfanden die Geschwister, angeregt durch Branwells Spielzeugsoldaten, fiktive Welten, für die sie Spiele entwarfen und Geschichten und Gedichte schrieben. Nachdem die Geschwister Kunstunterricht erhalten hatten, begannen sie auch Bilder zu ihren Geschichten zu zeichnen.
Die Beschäftigung mit den Fantasiewelten hielt bis ins junge Erwachsenenalter an, wobei sich in der Pubertät der Geschwister zwei Paare mit einer eigenen „Saga“ bildeten:
- Angria (auch genannt: Glasstown) von Charlotte und Branwell
- Gondal von Emily und Anne

Im späteren Erwachsenenleben endete die Zusammenarbeit, als sich die Geschwister aus beruflichen Gründen räumlich trennten. Am längsten führten Emily und Anne ihr gemeinsames Fantasiewerk weiter, die Gondal-Saga schließt erst mit dem Beginn der Arbeit an den Manuskripten zu ihren später veröffentlichten Romanen.
1846 veröffentlichten die Schwestern im Eigenverlag und unter männlichen Pseudonymen den Lyrik-Sammelband Poems, von dessen Erstauflage jedoch nur zwei Exemplare verkauft wurden. Für die Anthologie hatte Emily einige ihrer Gondal-Gedichte umgeschrieben. Die Schwestern behielten die Pseudonyme für ihre späteren Romanveröffentlichungen zeitlebens bei. Bekannte Romane der drei Schwestern sind Jane Eyre von Charlotte, Wuthering Heights („Sturmhöhe“) von Emily sowie The Tenant of Wildfell Hall („Die Herrin von Wildfell Hall“) von Anne.
1899 erschien erstmals eine Werkausgabe der drei Schwestern unter ihren Realnamen im Verlag Harper & Brothers, New York.

### Gedichtsammlung
- Poems by Acton, Currer and Ellis Bell, 1846

### Sekundärliteratur
- Juliet Barker: The Brontës. Weidenfeld & Nicolson, London 1994, ISBN 0-297-81290-4.
- Paul Barker und James Birdsall: Die Welt der Brontës. Insel Verlag, Frankfurt 1997, ISBN 3-458-16881-8.
- Elsemarie Maletzke: Das Leben der Brontës. btb, Berlin 1992, ISBN 3-442-72602-6.
- Sally Schreiber: Die Geschwister Brontë. dtv, München 1998, ISBN 3-423-31012-X.
- Arno Schmidt: Angria & Gondal. Der Traum der taubengrauen Schwestern. In: Werke, Bd. II/2, Haffmans, Zürich 1990, ISBN 3-251-80018-3, S. 403–432.
- Muriel Spark: In sturmzerzauster Welt. Die Brontës (OT: The Essence of the Brontës). Diogenes, Zürich 1993, ISBN 3-257-23555-0
- Robert de Traz: La famille Brontë. Albin Michel, Paris 1939 u. ö.
  - Die Familie Brontë. Eine Biografie. Insel-Verlag, Frankfurt 1993, ISBN 3458332480.
- Werner Waldmann: Die Schwestern Brontë. Rowohlt, Hamburg 1990, ISBN 3-499-50456-1.

## Film
Das Leben der Schwestern Brontë wurde mehrfach verfilmt, die wichtigsten Verfilmungen sind:
- 1943: Three Sisters Of The Moors – Produktion: Twentieth Century Fox
- 1946: Devotion – Produktion: Warner Bros., Darsteller: Olivia de Havilland, Ida Lupino, Arthur Kennedy, Nancy Coleman
- 1973: The Brontës of Haworth – Produktion: Yorkshire TV, Drehbuch: Christopher Fry,
- 1979: Die Schwestern Brontë (Les Sœurs Brontë) – Regie: André Techiné, Darsteller: Isabelle Adjani, Isabelle Huppert, Marie-France Pisier
- 2016: To Walk Invisible (Sturm der Gefühle) – Produktion: BBC Cymru Wales, Regie: Sally Wainwright, Darsteller: Finn Atkins, Charlie Murphy, Adam Nagaitis, Chloe Pirrie, Jonathan Pryce